# Папратница (Жепче)
Папратница је насељено мјесто у Босни и Херцеговини, у општини Жепче, које административно припада Федерацији Босне и Херцеговине. Према попису становништва из 1991. у насељу је живјело 1.130 становника.

## Становништво
| Националност       | 1991.          | 1981.        | 1971.        |
| Хрвати             | 1.070 (94,69%) | 871 (93,85%) | 918 (87,26%) |
| Муслимани          | 49 (4,33%)     | 22 (2,37%)   | 93 (8,84%)   |
| Срби               | 2 (0,17%)      | 10 (1,07%)   | 23 (2,18%)   |
| Југословени        | 4 (0,35%)      | 22 (2,37%)   | 10 (0,95%)   |
| остали и непознато | 5 (0,44%)      | 3 (0,32%)    | 8 (0,76%)    |
| Укупно             | 1.130          | 928          | 1.052        |